# Berta Bonastre i Peremateu
Berta Bonastre Peremateu (Matadepera, Vallès Occidental, 3 de juny de 1992) és una jugadora d'hoquei sobre herba catalana.
Formada al Club Deportiu Terrassa, en categoria cadet va fitxar per l'Atlètic Terrassa Hockey Club, amb el qual va debutar a la Divisió d'Honor espanyola. L'any 2012 va fitxar pel Royal Wellington THC, guanyant una Lliga belga (2014) i la temporada 2016-17 va jugar pel Braxgata. La temporada 2019-20 va tornar a la Lliga Iberdrola fitxant pel Club Egara. Internacional amb la selecció espanyola des de 2010, ha participat en diversos Campionats d'Europa, destacant el bronce aconseguit el 2019, i a tres Campionats del Món (2010, 2014 i 2018, guanyant una medalla de bronze). També va competir als Jocs Olímpics de Rio 2016, aconseguint un diploma olímpic, i de Tokio 2020. En la modalitat d'hoquei sala, va proclamar-se subcampiona d'Europa el 2010.

## Palmarès

### Hoquei sobre herba
Clubs
- 1 Lliga belga d'hoquei sobre herba femenina: 2013-14

Selecció espanyola
- 1 medalla de bronze als Campionat del Món d'hoquei sobre herba femení: 2018
- 1 medalles de bronze als Campionat d'Europa d'hoquei sobre herba femení: 2019

### Hoquei sala
Selecció espanyola
- 1 medalla d'argent als Campionat d'Europa d'hoquei sala femení: 2010